# آلودگی دریاچه قره‌چای

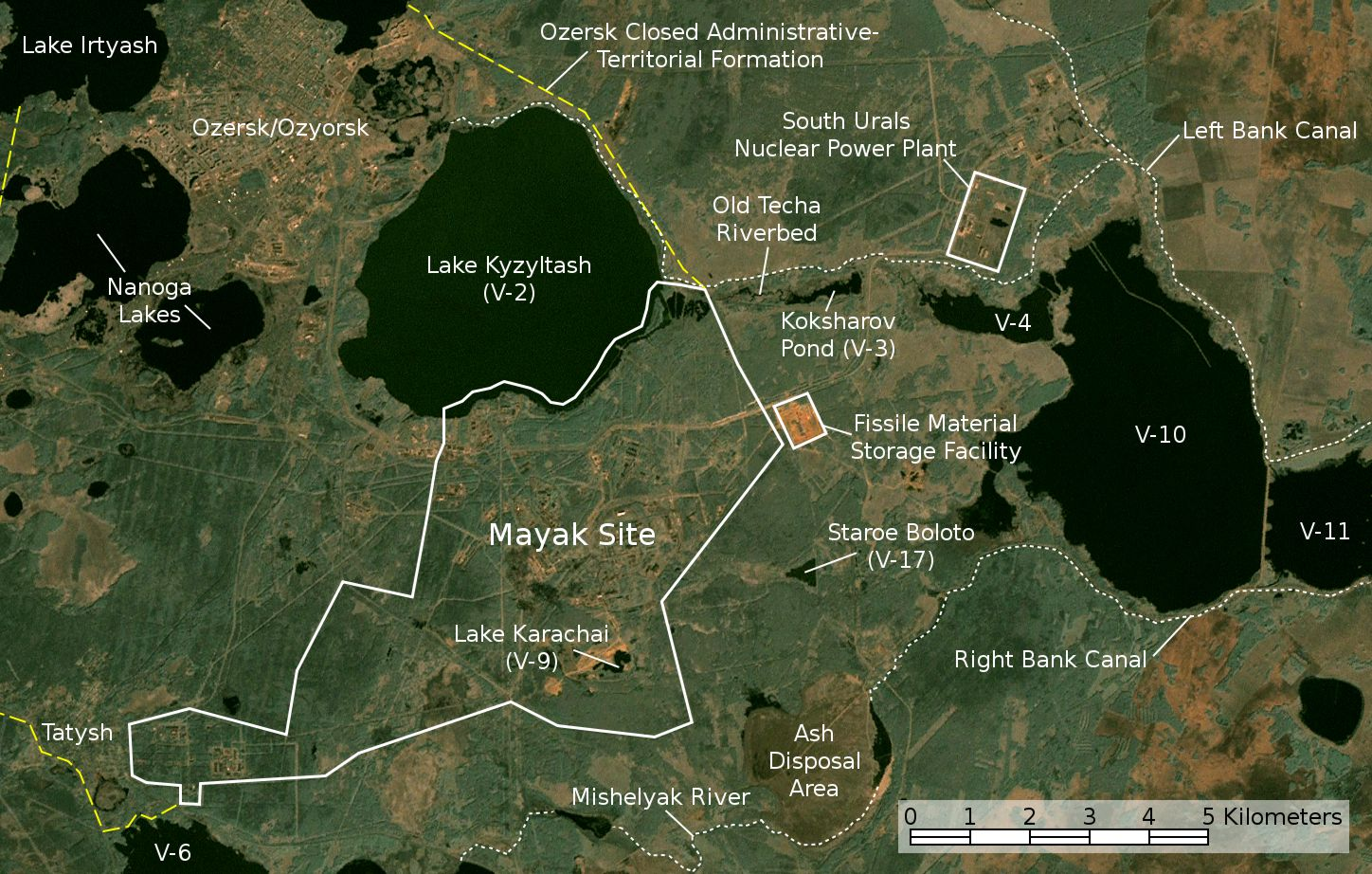
نمای ماهواره‌ای از دریاچه قره‌چای.

دریاچه قره‌چای یک دریاچه طبیعی کوچک در شرق روسیه بود. این مکان بیشتر به خاطر استفاده از آن به عنوان محل دفن زباله توسط آزمایشگاه سلاح‌های هسته‌ای مایاک و کارخانه بازفرآوری سوخت اتحاد جماهیر شوروی شناخته می‌شود. رشته‌ای از حوادث و فجایع در تأسیسات مایاک، بخش عمده‌ای از مناطق اطراف را با زباله‌های بسیار رادیواکتیو آلوده کرده است. در دهه ۱۹۶۰، دریاچه شروع به خشک شدن کرد و مساحت آن از ۰٫۵ کاهش یافت. کیلومتر مربع در سال ۱۹۵۱ به ۰٫۱۵ کیلومتر مربع تا پایان سال ۱۹۹۳. در سال ۱۹۶۸، به دنبال خشکسالی در منطقه، باد ۱۸۵ … بکرل (۵ ام کوری (یکا)) گرد و غبار رادیواکتیو از بستر خشک دریاچه دور شد و نیم میلیون نفر را تحت تأثیر قرار داد. دریاچه قره‌چای توسط مؤسسه ورلدواچ به عنوان «آلوده‌ترین نقطه زمین» توصیف شده است.

## تاریخچه
مایاک که در اواخر دهه ۱۹۴۰ ساخته شد، یکی از برجسته‌ترین کارخانه‌های سلاح‌های هسته‌ای روسیه بود. این کارخانه تا سال ۱۹۹۰ توسط دولت مخفی نگه داشته شده بود. وقتی بوریس یلتسین، رئیس‌جمهور روسیه، در سال ۱۹۹۲ فرمانی مبنی بر بازگشایی این منطقه امضا کرد، دانشمندان غربی توانستند به آن دسترسی پیدا کنند. تخمین زده می‌شود که رسوبات بستر دریاچه تقریباً به‌طور کامل از رسوبات زباله‌های رادیواکتیو سطح بالا تا عمق تقریبی ۱۱ فوت (۳٫۴ متر) تشکیل شده باشد.
در سال ۱۹۹۴، گزارشی فاش کرد که ۵ میلیون متر مکعب آب آلوده از دریاچه قره‌چای مهاجرت کرده و با سرعت ۸۰ متر در سال به سمت جنوب و شمال در حال گسترش است و «تهدید ورود به آبگیرها و رودخانه‌ها» را به دنبال دارد. نویسندگان اذعان کردند که «خطرات نظری به رویدادهای واقعی تبدیل شدند».
در نوامبر ۱۹۹۴، مقامات وزارت انرژی اتمی روسیه اظهار داشتند که مقامات شوروی پس از حادثه اتمی کیشتیم در سال ۱۹۵۷، فرآیندی را آغاز کردند که منجر به انتقال ۳ میلیارد کوری (یکا) زباله هسته‌ای سطح بالا به چاه‌های عمیق در سه سایت دیگر شد.
پس از خشکسالی که باعث کاهش سطح آب و آشکار شدن گل و لای آلوده شد، که سپس با باد جابجا شد و مناطق اطراف را بیشتر آلوده کرد، تصمیم گرفته شد که دریاچه به‌طور کامل پر شود. از دسامبر ۲۰۱۶، دریاچه با استفاده از بلوک‌های بتنی مخصوص، سنگ و خاک کاملاً پر شده است. در نوامبر ۲۰۱۵ کاملاً پر شده بود، سپس قبل از قرار دادن لایه نهایی سنگ و خاک، زیر نظر گرفته شده بود. داده‌های پایش پس از ۱۰ ماه «کاهش آشکار رسوب رادیونوکلئیدها روی سطح» را نشان داد. انتظار می‌رفت که اندکی پس از آن، یک برنامه پایش آب‌های زیرزمینی که دهه‌ها طول کشیده بود، اجرا شود.
رودخانه تِچا، که آب مناطق اطراف را تأمین می‌کند، آلوده شد و حدود ۶۵ درصد از ساکنان محلی به بیماری ناشی از تشعشعات مبتلا شدند. پزشکان آن را «بیماری ویژه» می‌نامیدند، زیرا تا زمانی که این مرکز مخفی بود، اجازه نداشتند در تشخیص‌های خود به تشعشعات اشاره کنند. در روستای، مشخص شد که ۶۵ درصد از ساکنان از بیماری مزمن ناشی از تشعشعات رنج می‌برند. کارگران کارخانه پلوتونیوم نیز تحت تأثیر قرار گرفتند.

## علل
آلودگی دریاچه قره‌چای به دفع مواد هسته‌ای از نیروگاه مایاک مرتبط است. در میان کارگران، مرگ و میر ناشی از سرطان همچنان یک مسئله است. بر اساس یک تخمین، رودخانه تِچا حاوی ۱۲۰ میلیون کوری (یکا) زباله رادیواکتیو است.

## شیوع آلودگی
ضایعات هسته‌ای، چه از پروژه‌های هسته‌ای غیرنظامی و چه نظامی، همچنان تهدیدی جدی برای محیط زیست روسیه هستند. گزارش‌ها حاکی از آن است که تابلوهای هشدار دهنده جاده‌ای در مورد مناطق آلوده اطراف دریاچه قره‌چای بسیار کم یا اصلاً وجود ندارد. این امر با واکنش‌های ضعیف تاریخی به حوادث هسته‌ای سطح بالا تشدید می‌شود.